# اوکوری ارا جیمه
اوکوری ارا جیمه (به ژاپنی: 送襟絞)-(به انگلیسی: Okuri eri jime) یکی از فنون و تکنیک‌های دستهٔ کاتامه-وازا رشتهٔ ورزشی جودو است که در زیردستهٔ شیمه-وازا دسته‌بندی می‌شود. هدف از این تکنیک، واردآوردن فشار و درگیرکردن گلوی حریف است.